# Problema de decisió
En teoria de la computabilitat i en complexitat computacional, un problema de decisió és una qüestió en algun sistema formal amb una resposta sí o no. Problemes amb respostes més complexes es coneixen com a problemes funcionals.
Per exemple, es pot tenir un problema de decisió «donats dos nombres x i y, x és divisor enter de y?». Aquesta és una pregunta de resposta sí o no, i la seva resposta depèn dels valors de x i de y. Un algorisme per aquest problema de decisió hauria de contestar com, donats x i y, es pot determinar si x és divisor enter de y.
Els problemes de decisió acostumen a ser menys útils intuïtivament parlant que no pas els problemes funcionals, que poden tenir qualsevol resposta, no només sí o no. Per exemple, un problema funcional pot ser "donats dos nombres x i y, quan és x dividit per y?". Tot i això, per a la teoria de complexitat computacional, és més senzill d'estudiar els problemes de decisió. A la teoria de la computabilitat, intenta classificar els problemes de decisió basant-se en com de «difícils» són, en termes de requeriments computacionals que es necessiten per l'algorisme més eficient per aquest problema de decisió.

## Definició
Un problema de decisió és qualsevol pregunta de sí o no sobre un conjunt infinit d'entrades. Per això, és tradicional definir el problema de decisió en termes del conjunt d'entrades pel qual el problema retorna un sí. En aquest sentit, un problema de decisió és equivalent a un llenguatge formal.
Formalment, un problema de decisió és un conjunt comptable S i una funció
{\displaystyle f:S\to \lbrace 0,1\rbrace .}
Sigui A la inversa de f per 1:
{\displaystyle A:=\lbrace s\in S|f(s)=1\rbrace =f^{-1}(\lbrace 1\rbrace ).}
El problema és anomenat decidible si A és un conjunt recursiu. S'anomena parcialment decidible si A és conjunt recursivament enumerable. D'altra manera, el problema s'anomena indecidible.
Es pot donar una altra definició alternativa en termes de funcions computables:
Si f és una funció computable total, el problema s'anomena computable. Si f només és una funció parcial, el problema s'anomena parcialment computable. D'altra manera el problema és incomputable.

## Exemples
Problemes de decisió importants inclouen el problema de la parada; per a més informació, vegeu la llista de problemes indecidibles. En complexitat computacional, els problemes de decisió que són complets són usats per caracteritzar les classes de complexitat dels problemes de decisió. Exemples importants són el problema de satisfacibilitat booleana i les seves variants, així com l'undirected i el directed reachability problem.

## Història
El Entscheidungsproblem, paraula alemanya per «problema de decisió», és atribuït a David Hilbert: «A la conferència del 1928, Hilbert va fer aquestes reflexions. Primer, les matemàtiques foren completes... En segon lloc, les matemàtiques foren consistents... I en tercer lloc.. són les matemàtiques decidibles? Amb això es referia a si existeix un mètode definitiu que pugui, en principi aplicat a qualsevol afirmació, i que garanteixi que produirà una decisió correcta sobre si l'afirmació és certa» (Hodges, p. 91). Hilbert creia que «a les matemàtiques no hi ha ignorabimus» (Hodges, p. 91ff) volent dir que 'no sabem i no sabrem'. Vegeu David Hilbert i Problema de la parada per a més informació.

## Equivalència a problemes computacionals
Cada problema de decisió és reductible a un problema de computació, ja que cada classe de problema sí o no és reductible a un predicat de la forma "És {\displaystyle P(x_{1},...,x_{n})} veritat?". Per exemple, l'exemple anterior es pot reduir a "És {\displaystyle P(x,y)} veritat?". Aquesta forma predicativa és reductible a la funció indicadora
{\displaystyle f(x_{1},...,x_{n})=\left\{{\begin{matrix}1,&{\mbox{si }}P(x_{1},...,x_{n}){\mbox{ se cert}}\\0,&{\mbox{si }}P(x_{1},...,x_{n}){\mbox{ es fals}}\end{matrix}}\right\}}
per tant, decidir qualsevol {\displaystyle P(x_{1},...,x_{n})} és veritat és equivalent a computar el valor de {\displaystyle f(x_{1},...,x_{n}).}.